# یوشینوری هیودو
یوشینوری هیودو (ژاپنی: 兵頭 由教؛ زادهٔ ۱۹ سپتامبر ۱۹۷۹) یک بازیکن فوتبال اهل ژاپن است.
از باشگاه‌هایی که در آن بازی کرده‌است می‌توان به باشگاه فوتبال اوئیتا ترینیتا و باشگاه فوتبال اهیمه اشاره کرد.